# Torpoint
Torpoint (korn. Penntorr) – miasto w południowo-zachodniej Anglii (Wielka Brytania), w Kornwalii. Jest położone na półwyspie Rame, nad zatoką Hamoaze (estuarium rzeki Tamar), naprzeciw miasta Plymouth.
Między Torpoint a Plymouth kursują promy samochodowo-pasażerskie, jedna z dwóch przepraw samochodowych (obok mostu Tamar Bridge) łączących Plymouth z położoną na przeciwnym brzegu Kornwalią.

## Nazwa
W etymologii ludowej nazwę wywodzi się od niedalekiego ośrodka Rar Point. Jednak jego prawdziwe znaczenie to "skalisty przyczółek".

## Historia
Miasto zostało zaplanowane i wybudowane pod koniec XVIII wieku z myślą o stoczni remontowej. Od 1791 roku połączone przeprawą promową z Plymouth. Obecnie znajduje się tu poligon Royal Navy.